# L'habitació de Fermat
L'habitació de Fermat (títol original en castellà: La habitación de Fermat) és una pel·lícula espanyola de 2007 dirigida pels debutants Luis Piedrahita i Rodrigo Sopeña. Gran part de la trama principal fa referència a l'anomenada conjectura de Goldbach, que planteja que qualsevol nombre parell es pot descompondre com la suma de dos nombres primers. Va ésser rodada a Barcelona i al Pantà de Sau. Totes les cançons que sonen en la pel·lícula són obra del grup granadí Los Planetas. Fou doblada al català.
Fou estrenada el 16 de novembre de 2007 als cinemes comercials.

## Premis
- Premi del públic al millor llargmetratge a la XVII Setmana Internacional de Cinema Fantàstic de Màlaga.
- Premi del jurat jove al millor llargmetratge a la XVII Setmana Internacional de Cinema Fantàstic de Màlaga.
- Secció Oficial Fantàstic a Concurs a la quarantena edició del Festival Internacional de Cinema Fantàstic de Sitges.[1]
- Pel·lícula inaugural I Festival de cinema espanyol Tànger-Màlaga.